# Alessandra Todde
Alessandra Todde, née le 5 février 1969 à Nuoro, est une femme politique italienne, membre du Mouvement 5 étoiles. Elle est élue présidente de la Sardaigne le 25 février 2024. 
De 2021 à 2023, elle est vice-présidente du Mouvement 5 étoiles (M5S).

## Biographie
Alessandra Todde est diplômée en science de l'information de l'université de Pise. Elle réside pendant plusieurs années à l'étranger, en Espagne, aux États-Unis, en France, aux Pays-Bas et au Royaume-Uni avant de revenir en Italie en 2018, où elle prend la direction générale de la société Olidata.
En 2019, elle quitte son poste pour être candidate du Mouvement 5 étoiles aux élections européennes, mais elle n'est pas élue.
Elle est nommée secrétaire d'État au ministère du Développement économique dans le second gouvernement de Giuseppe Conte le 19 septembre 2019. Elle devient vice-ministre du Développement économique le 1er mars 2021 dans le gouvernement Draghi.
Le 21 octobre 2021, elle est nommée vice-présidente du Mouvement 5 étoiles par Giuseppe Conte.
Elle est élue députée de Lombardie lors des élections législatives du 25 septembre 2022.
Candidate comme tête de liste d'une coalition regroupant principalement le Parti démocrate, le Mouvement 5 étoiles, l'Alliance des Verts et de la gauche , et le PSI, Alessandra Todde remporte les élections régionales en Sardaigne et est élue présidente de la région le 25 février 2024. Elle est la première femme élue à la présidence de la region Sarde